# Pietro Carozzi
Pietro Carozzi (Milano, 9 giugno 1900 – ...) è stato un calciatore italiano, di ruolo centrocampista.

## Statistiche

### Presenze e reti nei club
| Stagione         | Club             | Campionato      | Campionato | Campionato |
| Stagione         | Club             | Comp            | Pres       | Reti       |
| ---------------- | ---------------- | --------------- | ---------- | ---------- |
| 1921-1922        | Inter            | Prima Categoria | 4          | 3          |
| 1922-????        | Casteggio        | Prima Divisione | ?          | ?          |
| Totale Inter     | Totale Inter     |                 | 4          | 3          |
| Totale Casteggio | Totale Casteggio |                 | ?          | ?          |
| Totale carriera  | Totale carriera  |                 | 4+         | 3+         |